# Annamay Pierce
Annamay Pierce (ur. 5 grudnia 1983 w Toronto) – kanadyjska pływaczka specjalizująca się w stylu klasycznym, wicemistrzyni świata.
Największym jej sukcesem jest srebrny medal mistrzostw świata w Rzymie w 2009 w na dystansie 200 m stylem klasycznym. Dzień wcześniej w wyścigu półfinałowym ustanowiła wynikiem 2.20,12 min nowy rekord świata.

## Rekordy świata
| Data          | Miejsce | Konkurencja             | Rezultat    | Status                          |
| ------------- | ------- | ----------------------- | ----------- | ------------------------------- |
| 30 lipca 2009 | Rzym    | 200 m stylem klasycznym | 2:20,12 min | do 1 sierpnia 2012 Rebecca Soni |